# جوناثان نوفوا
جوناثان نوفوا (بالإسبانية: Jonathan Novoa)‏ (21 أغسطس 1981 بتالكاهوانو في تشيلي - ) هو مدرب كرة قدم ولاعب كرة قدم تشيلي في مركز الهجوم. لعب مع ديبورتيس أنتوفاغاستا.

## وصلات خارجية
- جوناثان نوفوا على موقع قاعدة بيانات كرة القدم.إي يو (الإنجليزية)
- جوناثان نوفوا على موقع Soccerway.com (الإنجليزية)
- جوناثان نوفوا على موقع AS.com (الإسبانية)